# Ekonomia Międzynarodowa
Ekonomia Międzynarodowa – czasopismo naukowe Wydziału Ekonomiczno-Socjologicznego Uniwersytetu Łódzkiego, wydawane przez Wydawnictwo Uniwersytetu Łódzkiego.

## O czasopiśmie
Ekonomia Międzynarodowa jest czasopismem naukowym skoncentrowanym na tematyce ponadnarodowych zjawisk gospodarczych, zarówno w sferze finansowej, jak i realnej, w skali makro i mikro, w ujęciu historycznym i współczesnym. Publikuje artykuły dotyczące procesów w obrębie gospodarki światowej, a także elementów gospodarek narodowych czy regionalnych, mających swoje międzynarodowe aspekty lub nadających się do porównania w skali międzynarodowej.
Czasopismo powstało w 2010 roku z inicjatywy Studenckiego Koła Naukowego Międzynarodowych Stosunków Gospodarczych TIAL. Od 2013 roku jest wydawane i współfinansowane przez Wydział Ekonomiczno-Socjologiczny. Od 2018 roku wydawana jest wyłącznie elektroniczna wersja czasopisma. Pierwszym redaktorem czasopisma był dr Piotr Gabrielczak.
Czasopismo znajduje się w wykazie czasopism naukowych prowadzonym przez Ministra Edukacji i Nauki z przyznaną liczbą 70 punktów.
Wszystkie numery są recenzowane zgodnie z modelem double-blind review. Wszystkie artykuły dostępne są w Otwartym Dostępie (Open Access) na licencji CC BY-NC-ND.

## Rada Naukowa
- prof. zw. dr hab. Janusz Świerkocki, przewodniczący (Uniwersytet Łódzki)
- prof. dr Costea Munteanu (Academia de Studii Economice din Bucuresti)
- dr hab. Rafał Matera (Uniwersytet Łódzki)
- dr hab. Jakub Kronenberg (Uniwersytet Łódzki)
- dr Agnieszka Chidlow (University of Birmingham)
- dr Tilo Halaszovich (Universität Bremen)
- dr Lilianna Jodkowska (Hochschule für Technik und Wirtschaft, Berlin)
- Prof. Olivier Brunel (iaelyon School of Management - Université Jean Moulin Lyon 3)
- Prof. Angelo Riviezzo, Ph.D. (Università Degli Studi Del Sannio, Włochy)

## Zespół redakcyjny
- dr Agnieszka Kłysik-Uryszek, red. nacz., Katedra Wymiany Międzynarodowej, Instytut Ekonomii UŁ
- dr hab. Anetta Kuna-Marszałek – zastępca redaktora naczelnego, redaktor tematyczny: światowy system handlu, zielona ekonomia
- dr hab. Tomasz Dorożyński – zastępca redaktora naczelnego, redaktor tematyczny: biznes międzynarodowy, internacjonalizacja,
- dr hab. Joanna Bogołębska – redaktor tematyczny: finanse międzynarodowe
- dr Tomasz Serwach – redaktor tematyczny: gospodarka światowa
- dr Piotr Gabrielczak – redaktor tematyczny: ekonomia
- dr Justyna Wieloch – redaktor tematyczny: integracja gospodarcza, e-handel
- dr Agnieszka Drożyńska, sekretarz redakcji
- Kinga Dudzik, red. językowy
- Mark Muirhead, red. językowy

## Bazy
- Arianta
- BazEkon
- BazHum
- CEEOL
- CEJSH
- ERIH PLUS
- Google Scholar
- Index Copernicus
- RePEc/EconPapers
- ProQuest